# Supra Footwear
Supra Footwear war ein US-amerikanisches Unternehmen, das Sportschuhe und Bekleidung herstellte. Es wurde 2006 von Angel Cabada gegründet und gehörte zu der Marke KR3W.

## Firma
Angel Cabada gründete Supra Footwear im Jahr 2006 mit einem Kredit von 100.000 US-Dollar in Fountain Valley als Sublabel seiner Unternehmung KR3W (Crew), eines Herstellers von Skateboard-Artikeln. Der Schwerpunkt von Supra lag auf Sneakers für Skateboarder sowie von der Skateboarding- und Hip-Hop-Kultur inspirierter Kleidung. Dabei führte das Unternehmen etwa zahlreiche Skytop-Schuhmodelle, eine limitierte Chad-Muska-Edition in Gold sowie die sogenannte NS-Linie (steht für Non Skate).
Supra Footwear sponserte ein eigenes Team professioneller Skateboarder, dem unter anderem Chad Muska, Tom Penny, Erik Ellington und Jim Greco angehörten.
Am 1. Juni 2015 übernahm K-Swiss Supra Footwear.
Im Mai 2019 gab der chinesische Sportartikelkonzern Xtep die vollständige Übernahme von E-Land Footwear USA Holdings Inc., dem Eigentümer von K-Swiss, bekannt. Im Oktober 2020 wurde der Internetauftritt von Supra abgeschaltet und der Kundendienst eingestellt.